# دراگان ماتنسه

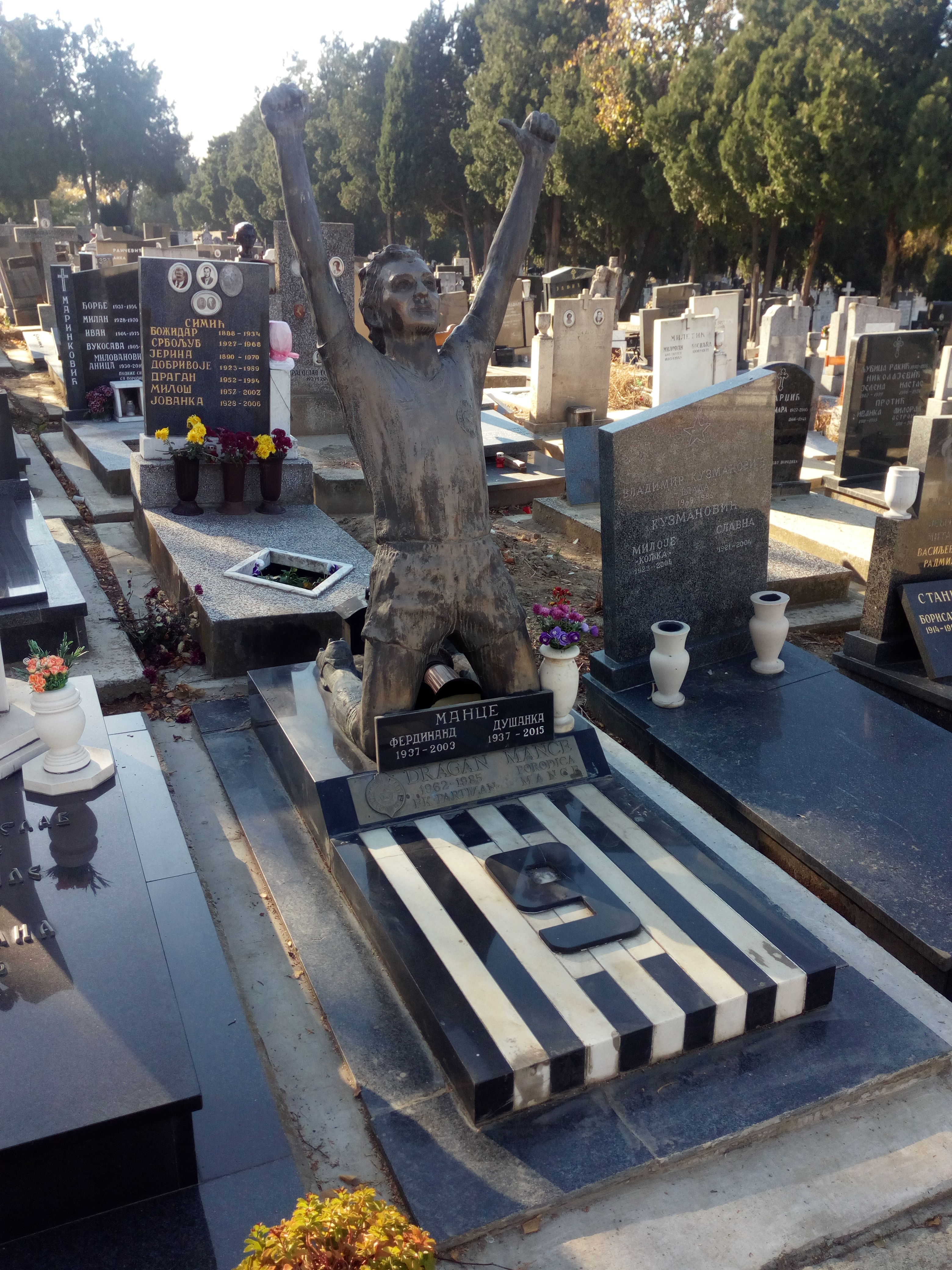
نمایی از سنگ‌مزار دراگان ماتنسه - ۲۰۱۸

دراگان ماتنسه (انگلیسی: Dragan Mance; ۲۶ سپتامبر ۱۹۶۲ – ۳ سپتامبر ۱۹۸۵) بازیکن فوتبال اهل یوگسلاوی بود.
از باشگاه‌هایی که در آن بازی کرده‌است می‌توان به باشگاه فوتبال پارتیزان اشاره کرد.
او همچنین در تیم‌های ملی فوتبال زیر ۲۱ سال یوگسلاوی و یوگسلاوی بازی کرده‌است.